# Чемпионат России по вольной борьбе 2001
Чемпионат России по вольной борьбе 2001 года проходил с 1 по 4 марта в Москве в ЛФК ЦСКА. В этом турнире принимали участие более 250 спортсменов из 43 регионов России.

## Медалисты
| Категория | Золото                         | Серебро                            | Бронза                          |
| --------- | ------------------------------ | ---------------------------------- | ------------------------------- |
| До 54 кг  | Дугар Жамсуев Бурятия          | Павел Капитонов Якутия             | Александр Контоев Якутия        |
| До 58 кг  | Леонид Чучунов Новосибирск     | Мурад Рамазанов Санкт-Петербург    | Дмитрий Михайлов Якутия         |
| До 63 кг  | Сослан Томаев Северная Осетия  | Рамиль Исламов Новосибирск         | Мирон Дзадзаев Северная Осетия  |
| До 69 кг  | Игорь Купеев Северная Осетия   | Ирбек Фарниев Северная Осетия      | Исхак Бозиев Кабардино-Балкария |
| До 76 кг  | Инал Дзагуров Северная Осетия  | Руслан Кокаев Северная Осетия      | Шамиль Алиев Дагестан           |
| До 85 кг  | Сажид Сажидов Дагестан         | Хаджимурат Гацалов Северная Осетия | Хаджимурад Магомедов Дагестан   |
| До 97 кг  | Георгий Гогшелидзе Москва      | Таймураз Тигиев Северная Осетия    | Марид Муталимов Дагестан        |
| До 130 кг | Артур Таймазов Северная Осетия | Александр Ковалевский ХМАО         | Юрий Мильдзихов Северная Осетия |